# Karabela
Karabela (Cairabela, Caravela) ist eine osttimoresische Siedlung im Suco Vemasse (Verwaltungsamt Vemasse, Gemeinde Baucau).

## Geographie und Einrichtungen
Das Dorf Karabela liegt in einer Meereshöhe von 5 m in der Nordostecke der Aldeia Lor, an der Straße von Wetar. Die nördliche Küstenstraße, einer der wichtigsten Verkehrswege des Landes, führt an dem Ort vorbei. Westlich des Ortes überquert sie mit der Brücke Ponte Karabela den Fluss Manuleiden in Richtung Vemasse und die Landeshauptstadt Dili. Nach Osten führt sie etwas landeinwärts in den Nachbarort Uailacama (Aldeia Raha) und weiter in die Gemeindehauptstadt Baucau, während eine kleinere Straße entlang der Küste zum Ort Uaicuha (Suco Bucoli) geht.
Karabela verfügt über eine Grundschule, eine katholische Kirche, einen Friedhof und ein Wassertank. Der Pier mit Anlegestelle für Fähren wird vor allem von Fischerbooten verwendet. Man plant hier den Fährverkehr mit Dili und Baucau wieder aufzunehmen und einen Stützpunkt der Marinepolizei zu errichten. Der Pier steht unter der Aufsicht der Administrasaun Autoridade Porturiu Timor-Leste (APORTIL).

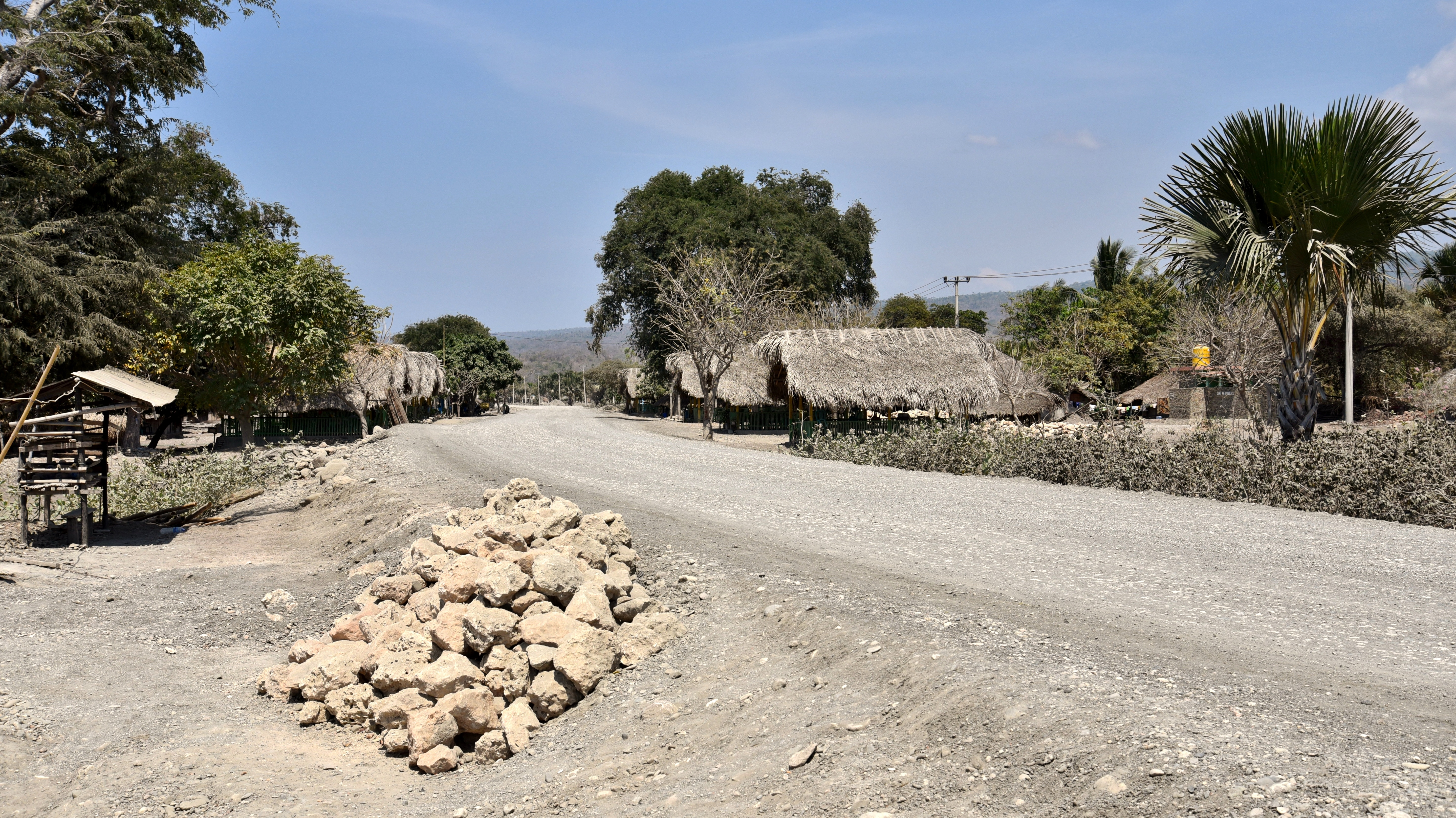
National Highway 1, die Küstenstraße bei Karabela
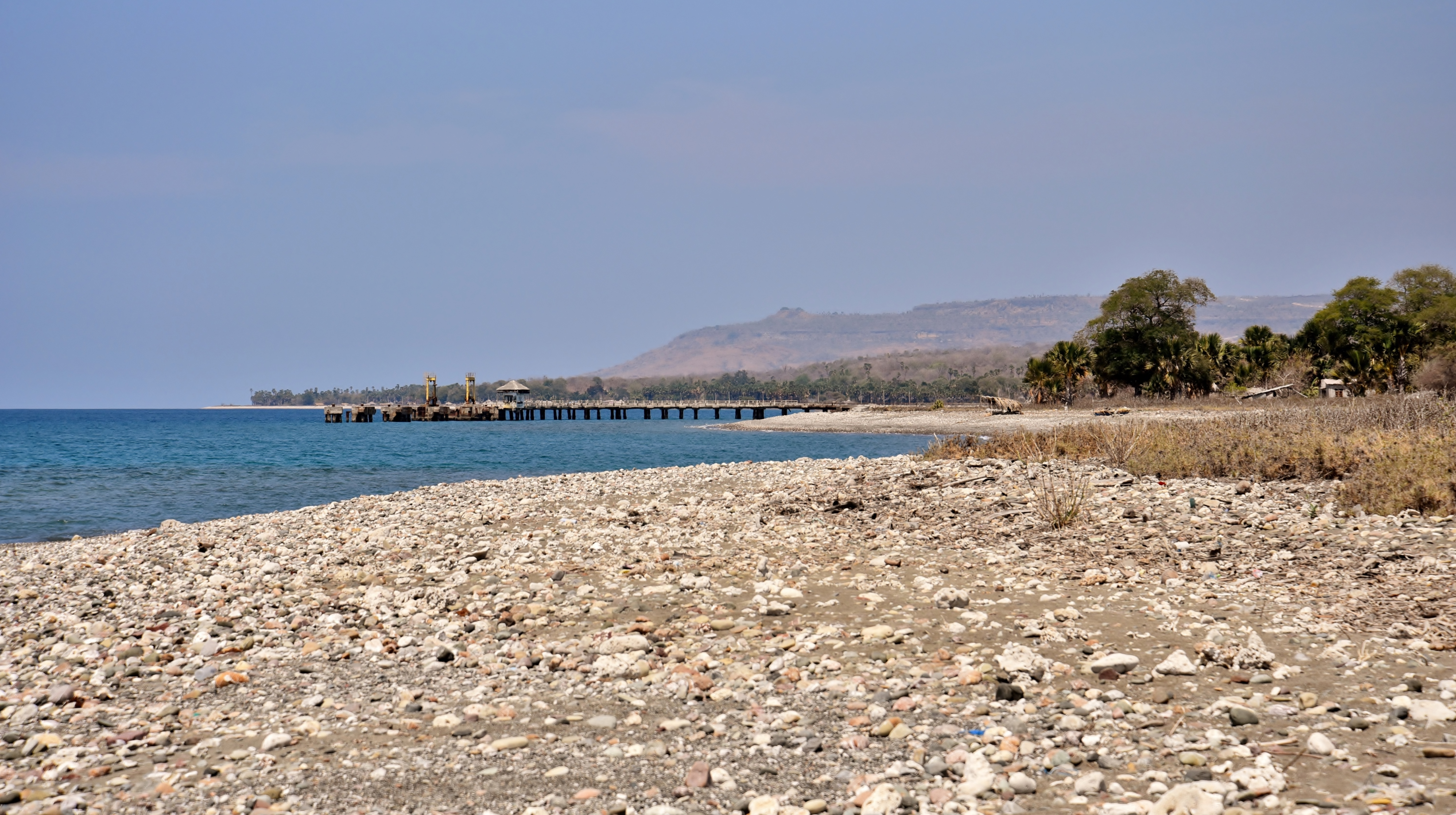
Der Strand von Karabela mit dem Pier (2018)
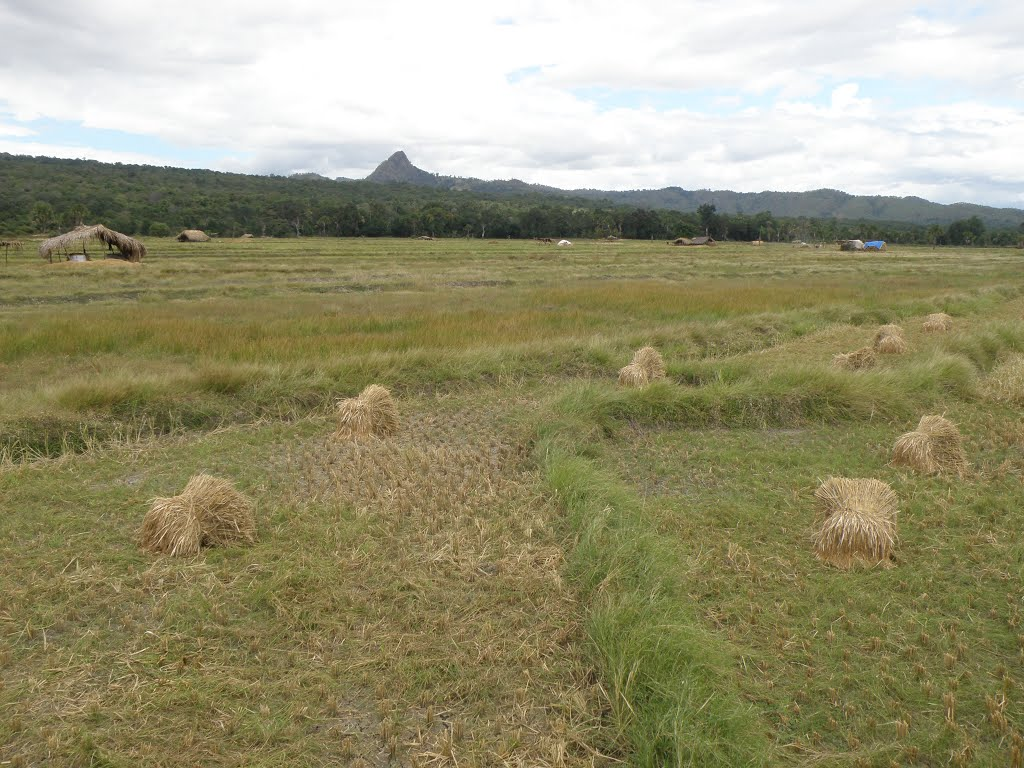
Reisernte bei Karabela (2010)

## Geschichte

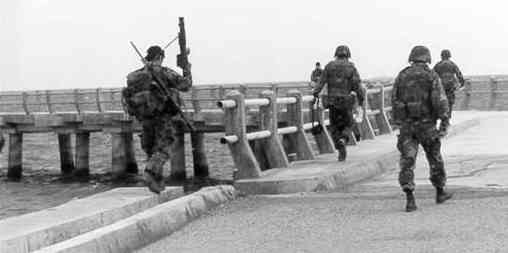
INTERFET-Soldaten kontrollieren die Anlegestelle in Karabela
(26. September 1999)

Nachdem Gerüchte aufkamen, dass die indonesischen Invasoren am 11. Dezember 1975 zehn Zivilisten in Karabela ermordet hätten, floh die Bevölkerung aus Vemasse zunächst zum Berg Lame, am Südrand des Ortes, wo man einfache Baracken errichtete. Dort schlossen sich ihnen Einwohner von Karabela und Bucoli an. Die Bevölkerung konnte zu ihren Ackerflächen zur Ernte zurückkehren, da die Indonesier keine Besatzungstruppen in Vemasse zurückgelassen hatten. So konnten sich die Flüchtlinge mit genügend Nahrungsmittel versorgen, doch in der Mitte vom März 1976 griffen die Indonesier das Flüchtlingslager mit Panzerfäusten und Mörsern an und zerstörten sowohl die Hütten als auch das Nahrungsmittellager. Die Einwohner flohen entlang des Rio Vemasse acht Kilometer weiter nach Süden, nach Uaigae, wo sie wieder Gärten zur Selbstversorgung anlegten. Doch als die Kämpfe näher kamen, mussten sie erneut fliehen, bis sie schließlich in Uai-Mori (heute Suco Bibileo, 20 km südlich von Vemasse), im Schutz der FRETILIN, erneut Zuflucht fanden. Hier entstand eine base de apoio, eine Widerstandsbasis. Zusammen mit Flüchtlingen aus Dili, Viqueque und anderen Landesteilen lebten sie zwei Jahre hier. Mit der Zeit kam es immer mehr zur Nahrungsmittelknappheit, da immer mehr Menschen eintrafen. 1978 wurde auch Uai-Mori von indonesischen Streitkräften angegriffen. Die meisten Einwohner flohen, einige wurden von den Indonesiern gefangen genommen und in das Sammellager von Bucoli gebracht.
Am 26. September 1999 landeten US-amerikanische und neuseeländische Soldaten der Internationalen Streitkräfte Osttimor (INTERFET) mit Hubschraubern in Karabela, um die Hafenanlagen für mögliche Hilfslieferungen zu prüfen. Kurz nach der Ankunft tauchten etwa 15 Einheimische auf, die mit Macheten bewaffnet waren. Sie zogen sich aber schnell wieder zurück. Die damaligen Gebäude und der Pier wurden als geeignet bewertet. Später zerfielen die Gebäude weitgehend.